# The Blow Monkeys
The Blow Monkeys — британская рок-группа, образованная в 1981 году под руководством вокалиста и гитариста «Dr. Robert» (урожденный Брюс Роберт Ховард). В состав группы вошли также: ударник Тони Кили, саксофонист Невилл Генри, и басист Мик Энгер. Группу легко отличить по строгим, изящным и элегантным классическим костюмам (например, басист Мик Энгер всегда и везде появляется исключительно в котелке) и по мелодиям, напоминающим джаз с примесью поп- и рок-музыки. Отличительной чертой песен также являются тексты на политические темы (особенно из альбома «She Was Only A Grocer’s Daughter», где группа выражает недовольство политикой Маргарет Тэтчер) Сингл «The Day After You», таким образом был запрещен на BBC (на некоторое время, естественно).

## Карьера
Первый альбом группы «Limping for a generation» был выпущен в 1984 году, второй — «Animal magic» в 1986 году. Тогда же группа добилась успеха, попав в английские и американские чарты с джазовым хитом «Digging your scene». В национальный Top 10 попал также другой — «It doesn’t have to be this way», из альбома «She was only a grocer’s daughter». Пожалуй, самая известная композиция группы — «You don’t own me». Она стала мультиплатиновой, попав в фильм «Грязные танцы». Группа распалась после неудачи с танцевальным альбомом Springtime For The World. В 90-е Доктор Роберт занимался сольной карьерой. Воссоединившись в 2008-м, все бывшие участники выпустили 3 новых альбома.

## Дискография

### Песни
- 1982: «Live Today Love Tomorrow»
- 1984: «Go Public»
- 1984: «Man from Russia»
- 1984: «Atomic Lullaby»
- 1985: «Wildflower»
- 1985: «Forbidden Fruit»
- 1986: «Digging Your Scene» — UK Singles Chart: #12; US Billboard Hot 100: #14; US Hot Dance Club Songs: #7; Germany: #25; Italy: #37; Netherlands: #37
- 1986: «Wicked Ways» — UK Singles Chart: #60
- 1986: «Don’t Be Scared of Me»
- 1987: «It Doesn’t Have to Be This Way» — UK Singles Chart: #5; Italy: #44; Netherlands: #29
- 1987: «Out with Her» — UK Singles Chart: #30
- 1987: «The Day After You» — с Кёртис Мэйфилд — UK Singles Chart: #52
- 1987: «Some Kind of Wonderful» — UK Singles Chart: #67
- 1988: «This Is Your Life» — UK Singles Chart: #70
- 1988: «It Pays to Belong»
- 1989: «Wait» — Dr. Robert и Ким Мазелль — UK Singles Chart: #7
- 1989: «This Is Your Life» (remix) — UK Singles Chart: #32
- 1989: «Choice?» — с Sylvia Tella — UK Singles Chart: #22
- 1989: «Slaves No More» — с Sylvia Tella — UK Singles Chart: #73
- 1990: «Springtime for the World» — UK Singles Chart: #69
- 1990: «La Passionara» (remix)
- 1990: «If You Love Somebody» (remix)
- 2008: «The Bullet Train»
- 2011: «Steppin' Down»

### Альбомы
- 1984: Limping for a Generation
- 1986: Animal Magic — UK Albums Chart: #21; US Albums Chart: #35
- 1987: She Was Only a Grocer's Daughter — UK Albums Chart: #20; US Albums Chart: #134
- 1989: Whoops! There Goes the Neighbourhood — UK Albums Chart: #46
- 1990: Springtime for the World
- 2008: Devil’s Tavern
- 2009: Travelin' Souls — Live! at the Legendary 100 Club — специальный выпуск CD & DVD
- 2011: Staring at the Sea

### Сборники
- 1989: Choices — The Singles Collection — UK Albums Chart: #5
- 1997: Blow Monkeys The Masters
- 1999: Atomic Lullabies — Very Best of The Blow Monkeys — 2 CD
- 2000: Rare & Unreleased — вышел только в Японии
- 2008: Digging Your Scene: The Best of The Blow Monkeys — 2 CD

### Другое
- Грязные танцы — «You Don’t Own Me»
- The Last Temptation of Elvis — «Follow That Dream»

### Сольные альбомы Dr. Robert
- Realms Of Gold
- Bethesda
- Other Folk
- Flatlands
- Birds Gotta Fly
- Keep On Digging for The Gold
- Live in Tokyo
- Five In The Afternoon с P. P. Arnold